# Kostel svatého Petra a Pavla (Křoví)
Kostel svatého Petra a Pavla je farní kostel římskokatolické farnosti Křoví. Jedná se o jednolodní klasicistní stavbu s kamenným křížem před vchodem. Stojí v centru obce Křoví. Kostel je spolu s kamenným křížem chráněn jako kulturní památka České republiky.

## Historie
Před tím, než byl v roce 1808 postaven tzv. nový kostel, tak na jeho místě stával kostel mnohem menší, stál určitě již v době po husitských válkách. Od roku 1673 se v kostele konaly bohoslužby každou čtvrtou neděli, dojížděl farář z farnosti Velká Bíteš a od roku 1785 pak existovala farnost Křoví. Ten byl mezi lety 1807 a 1808 zbořen.
Nový kostel byl postaven v roce 1808, vysvěcen pak byl 29. června 1809. Do kostela byl umístěn zvon z původního kostela z roku 1479, v roce 1848 byl namalován oltářní obraz svatého Petra a Pavla, jeho autorem byl Tomáš Mařík. V roce 1876 byl rekonstruován, interiéry kostela byly nově vymalovány. V roce 1897 pak byl postaven v kostele nový hlavní oltář. V osmdesátých letech 20. století byl kostel upraven, bylo kompletně přepracováno vnitřní vybavení kostela, autorem úprav byl Karel Stádník. V roce 2009 byl kostel znovu v interiéru vymalován.